# 前田穂南
前田 穂南（まえだ ほなみ、1996年7月17日 - ）は、日本女子の陸上競技選手。専門種目は中距離走・長距離走・マラソン。天満屋所属。女子マラソン日本記録保持者。

## 経歴

### 小中高校時代
1996年7月17日、兵庫県尼崎市出身。家族は両親と弟。両親がドラマ東京ラブストーリーのファンで、ヒロイン役だった女優鈴木保奈美と同じ読み方の穂南と名付けた。尼崎市立園和北小学校の5年生の頃から陸上競技を始め、6年生の時には校内マラソン大会で優勝している。2011年、尼崎市立園田東中学校の3年生時には、尼崎市中学校総合体育陸上大会で、800m走と1500m走で2種目制覇を果たしている。
中学卒業後の2012年4月、大阪府の陸上強豪校である大阪薫英女学院高等学校（大阪府摂津市）に入学。兵庫から大阪まで通学していた。3年時に1500ｍでインターハイ大阪府大会を大会新記録で制しているが、全国高校駅伝では先輩に大森菜月や松田瑞生、同期に加賀山姉妹（加賀山実里、加賀山恵奈）、後輩に髙松望ムセンビ、前田梨乃と実力者が揃っていた為に3年間補欠登録され、全国女子駅伝も2年続けてエントリー変更でチームに加わったものの都大路を走ることは出来なかった。後に前田の母は「高校時代のメンバーは素晴らしく駅伝の補欠は仕方ない。ただ、そのことがバネになった。」と語っている。

### 実業団入り後
2015年4月、高校を卒業し岡山市の実業団チームである天満屋へ入社し、女子陸上競技部に所属。天満屋の先輩には小原怜（2015年世界陸上北京大会女子長距離走日本代表）、重友梨佐（ロンドン五輪女子マラソン日本代表）などがいる。
2019年1月の全国女子駅伝に大阪代表のふるさと選手として出走。高校時代に1度も走る事ができなかった都大路では初出場にして9区アンカーを任された。5位で襷を受け取ると西大路通で1人、五条通でさらに1人抜いて大阪チームを3位まで押し上げる走りを見せ学生時代からの夢を果たした。
2019年2月、アスリート用スポーツサングラスメーカーであるSWANSとアドバイザリースタッフ契約を締結した。
2020年2月、第54回青梅マラソンにて野口みずきの保持していた30kmの日本記録を更新。

### マラソン歴
2017年1月29日の大阪国際女子マラソンで初マラソン。ネクストヒロイン選手として出場し2時間32分19秒の12位でゴールしている（優勝は天満屋の先輩である重友梨佐）。
2017年8月27日の北海道マラソンに国内招待選手として出場。27km付近で野上恵子（十八銀行）が飛び出し、1度は離されたが、その後も冷静にレースを進め33km過ぎで追いつき逆転し2時間28分48秒で優勝した。その結果、マラソングランドチャンピオンシップ（2020年東京オリンピック・女子マラソン選考会）の出場権を獲得した。
2018年1月28日の大阪国際女子マラソンに国内招待選手として出場。序盤から先頭集団でレースを進め、ハーフを過ぎた頃に当時の現役最速タイムを持つ安藤友香（当時はスズキ浜松AC）、大阪薫英女学院高校1学年先輩の松田瑞生（ダイハツ）と前田穂南の3選手が残り、日本人女子3選手の三つ巴となった。25km付近で前田穂南が仕掛け、ペースメーカーの前に1人で飛び出し独走態勢となるが、後方から様子を窺っていた松田瑞生も26kmからペースメーカーの前に出て前田穂南を猛追し始めた。安藤友香は松田瑞生についていけずスローダウンし、レース後半は松田瑞生との大阪薫英女学院高校の先輩後輩対決となった。前田穂南は必死に逃げたが松田瑞生に徐々に距離を詰められ、30km過ぎで追い抜かれた後はその強烈なロングスパートについていけずに2位となったが、自己ベストを5分更新する2時間23分48秒でゴールした。
2018年9月16日、ベルリンマラソンに出場。スタート直後からハイペースの松田瑞生にはつかず5kmごとのラップ16分台で天満屋所属の小原怜と並走していた。中間点を1時間11分24秒で通過後に小原が遅れたが、前田は自己記録を更新するペースで走り続け、25km手前で日本人トップを走っていた松田瑞生に追いついたがレース後半でスローダウンしてしまい松田に逆転され、結果は2時間25分23秒の総合7位・日本人2位と、同年1月の大阪国際に続いて日本女子トップの松田瑞生に敗れる事となった。
2019年3月3日、東京マラソン2019・女子の部に出場。練習を順調にこなし2時間21分を目標に掲げていたが、当日は雨で気温が低く、スタートして15kmで足が動かなくなり徐々に失速し始めた。優勝したルティ・アガ（英語版）（エチオピア）には10分以上離されたが、30km地点で42秒差あった清田真央（スズキ浜松AC）をとらえて、寒さに震えながらも総合12位・日本人2位でゴールした。
2019年9月15日、マラソングランドチャンピオンシップ・女子マラソンに出場。スタート直後、1人飛び出した一山麻緒（ワコール）へ積極果敢についていく。気温25度を超える暑さながらも、先頭集団は5Kmラップ16分台後半のハイペースで進んだ。10Km付近から前田自ら先頭に立ち、集団を引っ張る形と成る。数人の選手達が次々と脱落するサバイバルレースの中、18.5Kmを過ぎると天満屋の先輩・小原怜も零れ落ち、前田と鈴木亜由子（日本郵政）の2人のみ先頭争いに絞られる。20Km地点辺りから鈴木もついていけなくなり、以降は前田の完全独走となる。レース後半に入っても前田の快走は全く衰える事無く、結果2位の鈴木とは4分近い大差をつけて2時間25分15秒で優勝。これにより、翌2020年の東京五輪・女子マラソン日本代表に即内定が決まった（2位は鈴木で前田と共に東京五輪内定、3位は小原）。
2021年8月7日、猛暑レースを考慮してコースが北海道札幌市に変更されて開催された東京五輪・女子マラソンでは33位でゴール。
2024年1月28日、大阪国際女子マラソンででは21km過ぎに自ら果敢に先頭に飛び出して一時は後続を突き放すが、途中でウォルケネシュ・エデサ（エチオピア）に抜かれ2位に落ちる。しかし高速ペースで最後まで走り続け、2時間18分59秒のタイムで2位でゴールインし、2005年のベルリンマラソンで野口みずき（当時=グローバリー）が出した2時間19分12秒の日本記録を19年ぶりに更新し、日本女子歴代最速ランナーとなった。これにより2024年パリオリンピック女子マラソン日本代表に選出された。
しかしパリオリンピックの直前調整では脚に違和感を感じ、検査を受けたところ右大腿骨の疲労骨折を発症していることが判明したため、レース前日の8月9日に競技欠場のやむなきに至ったことが発表された

## 自己記録
- 1500m：4分28秒15（2014年7月20日、インターハイ大阪府予選会)
- 3000m：9分23秒06（2016年7月7日、ホクレンディスタンスチャレンジ深川大会)
- 5000m：15分26秒39（2022年7月16日、ホクレンディスタンスチャレンジ千歳大会)
- 10000m：32分13秒87（2018年7月11日、ホクレンディスタンスチャレンジ深川大会)
- ハーフマラソン：1時間08分28秒（2022年7月3日、函館マラソン）
- 30km：1時間38分35秒（2020年2月16日、青梅マラソン、日本女子最高記録）
- マラソン：2時間18分59秒（2024年1月28日、大阪国際女子マラソン、日本女子最高記録）[1]

## 主なレースデータ

### 略歴
- 2017年 - 北海道マラソン女子の部優勝。
- 2018年 - 大阪国際女子マラソン2位、山陽女子ロードレース大会ハーフマラソン優勝。
- 2019年 - マラソングランドチャンピオンシップ優勝。
- 2024年 - 大阪国際女子マラソン2位[1]。

### フルマラソン
| 年月       | 大会                               | 順位 | 記録          | 備考                                                       |
| ---------- | ---------------------------------- | ---- | ------------- | ---------------------------------------------------------- |
| 2017年1月  | 大阪国際女子マラソン               | 12位 | 2時間32分19秒 | 初マラソン・世界陸上ロンドン大会選考レース                 |
| 2017年8月  | 北海道マラソン                     | 優勝 | 2時間28分48秒 | マラソン初優勝・MGCシリーズ第1弾（東京オリンピック選考会） |
| 2018年1月  | 大阪国際女子マラソン               | 2位  | 2時間23分48秒 | MGCシリーズ第3弾（東京オリンピック選考会）                 |
| 2018年9月  | ベルリンマラソン                   | 7位  | 2時間25分23秒 | 初の海外マラソン挑戦                                       |
| 2019年3月  | 東京マラソン                       | 12位 | 2時間31分42秒 | 日本人2位                                                  |
| 2019年9月  | マラソングランドチャンピオンシップ | 優勝 | 2時間25分15秒 | 東京2020オリンピック日本代表選考競技会                     |
| 2021年1月  | 大阪国際女子マラソン               | 2位  | 2時間23分30秒 |                                                            |
| 2021年8月  | 東京オリンピック女子マラソン       | 33位 | 2時間35分28秒 |                                                            |
| 2023年3月  | 名古屋ウィメンズマラソン           | 3位  | 2時間22分32秒 | 日本人2位                                                  |
| 2023年10月 | マラソングランドチャンピオンシップ | 7位  | 2時間27分02秒 | パリ2024オリンピック日本代表選手選考競技会                 |
| 2024年1月  | 大阪国際女子マラソン               | 2位  | 2時間18分59秒 | 日本記録、日本人トップ、大会記録                           |

### フルマラソン以外
| 年月       | 大会                                   | 種目           | 順位 | 記録          | 備考                              |
| ---------- | -------------------------------------- | -------------- | ---- | ------------- | --------------------------------- |
| 2014年5月  | インターハイ大阪府予選会               | 1500m          | 1位  | 4分28秒15     |                                   |
| 2015年5月  | 中国実業団選手権大会                   | 5000m          | 5位  | 16分56秒82    |                                   |
| 2015年9月  | 全日本実業団対抗陸上競技選手権大会     | J3000m         | 7位  | 9分28秒49     |                                   |
| 2015年12月 | 姫路長距離記録会                       | 5000m          | 5位  | 15分53秒37    |                                   |
| 2015年12月 | 山陽女子ロードレース                   | 10 km          | 9位  | 33分15秒      |                                   |
| 2016年2月  | 全日本実業団ハーフマラソン大会         | ハーフマラソン | 14位 | 1時間12分50秒 |                                   |
| 2016年5月  | 仙台国際ハーフマラソン大会             | ハーフマラソン | 2位  | 1時間13分02秒 | 日本人1位                         |
| 2016年5月  | 中国実業団陸上競技選手権大会           | 10000m         | 2位  | 33分35秒44    |                                   |
| 2016年7月  | ホクレンディスタンスチャレンジ深川大会 | 3000mA         | 10位 | 9分23秒06     |                                   |
| 2016年7月  | ホクレンディスタンスチャレンジ網走大会 | 10000mA        | 16位 | 32分43秒42    |                                   |
| 2016年7月  | ホクレンディスタンスチャレンジ北見大会 | 5000mA         | 13位 | 15分51秒83    |                                   |
| 2016年12月 | 山陽女子ロードレース                   | ハーフマラソン | 34位 | 1時間17分39秒 |                                   |
| 2017年5月  | 仙台国際ハーフマラソン大会             | ハーフマラソン | 19位 | 1時間16分29秒 |                                   |
| 2017年5月  | 中国実業団選手権大会                   | 10000m         | 1位  | 33分43分08    |                                   |
| 2017年12月 | 山陽女子ロードレース                   | ハーフマラソン | 7位  | 1時間10分22秒 |                                   |
| 2018年3月  | 世界ハーフマラソン選手権大会           | ハーフマラソン | 35位 | 1時間12分09秒 | 日本人女子団体4位、初の海外レース |
| 2018年5月  | 中国実業団選手権大会                   | 10000m         | 1位  | 32分30秒39    |                                   |
| 2018年7月  | ホクレンディスタンスチャレンジ深川大会 | 10000mA        | 2位  | 32分13秒87    |                                   |
| 2018年7月  | ホクレンディスタンスチャレンジ士別大会 | 5000mA         | 2位  | 15分38秒16    |                                   |
| 2018年11月 | 中国実業団長距離記録会                 | 5000m          | 7位  | 15分58秒19    |                                   |
| 2018年12月 | 山陽女子ロードレース                   | ハーフマラソン | 優勝 | 1時間09分12秒 |                                   |
| 2019年7月  | 函館マラソン                           | ハーフマラソン | 3位  | 1時間10分23秒 | 大会記録更新                      |
| 2019年7月  | ホクレンディスタンスチャレンジ深川大会 | 5000mA         | 6位  | 15分49秒06    |                                   |
| 2019年11月 | 中国実業団長距離記録会                 | 5000m          | 2位  | 15分47秒24    |                                   |
| 2019年12月 | 山陽女子ロードレース                   | ハーフマラソン | 2位  | 1時間09分08秒 | 日本人1位                         |
| 2020年2月  | 青梅マラソン                           | 30 km          | 優勝 | 1時間38分35秒 | 日本記録更新、大会記録更新        |
| 2022年5月  | 仙台国際ハーフマラソン大会             | ハーフマラソン | 優勝 | 1時間09分08秒 |                                   |
| 2022年5月  | 中国実業団長距離記録会                 | 10000m         | 2位  | 32分18秒69    |                                   |
| 2022年7月  | 函館マラソン                           | ハーフマラソン | 優勝 | 1時間08分28秒 | 日本歴代8位タイ、大会記録更新     |
| 2022年7月  | ホクレンディスタンスチャレンジ網走大会 | 10000ｍ        | 8位  | 32分35秒84    |                                   |
| 2022年7月  | ホクレンディスタンスチャレンジ千歳大会 | 5000mA         | 8位  | 15分26秒39    |                                   |
| 2023年6月  | 函館マラソン                           | ハーフマラソン | 6位  | 1時間12分32秒 |                                   |
| 2024年5月  | 仙台国際ハーフマラソン                 | ハーフマラソン | 優勝 | 1時間11分17秒 |                                   |

### 駅伝
| 年     | 大会           | 所属                         | 区間 | 距離     | 順位     | 記録     | 備考            |
| ------ | -------------- | ---------------------------- | ---- | -------- | -------- | -------- | --------------- |
| 2015年 | プリンセス駅伝 | 天満屋                       | 5区  | 10.4 km  | 区間10位 | 36分18秒 | 天満屋4位       |
| 2015年 | クイーンズ駅伝 | 天満屋                       | 6区  | 6.795 km | 区間7位  | 21分39秒 | 天満屋8位       |
| 2016年 | クイーンズ駅伝 | 天満屋                       | 5区  | 10.0 km  | 区間11位 | 33分50秒 | 天満屋6位       |
| 2017年 | クイーンズ駅伝 | 天満屋                       | 5区  | 10.0 km  | 区間6位  | 33分41秒 | 天満屋5位       |
| 2018年 | クイーンズ駅伝 | 天満屋                       | 3区  | 10.9 km  | 区間5位  | 35分15秒 | 天満屋2位       |
| 2019年 | 全国女子駅伝   | 大阪府チーム（ふるさと選手） | 9区  | 10.0 km  | 区間3位  | 31分49秒 | 大阪府チーム3位 |
| 2019年 | クイーンズ駅伝 | 天満屋                       | 3区  | 10.9 km  | 区間3位  | 34分55秒 | 天満屋4位       |
| 2020年 | 全国女子駅伝   | 大阪府チーム（ふるさと選手） | 9区  | 10.0 km  | 区間4位  | 31分57秒 | 大阪府チーム8位 |

## 参考資料
- 尼崎市中学校総合体育大会陸上競技大会 入賞者一覧（2011年度）
- 速報 ｲﾝﾀｰﾊｲ大阪府予選会2014年 陸上大会結果・女子
- 全国高等学校駅伝競走大会
- レース結果・その他活動（天満屋女子陸上競技部）
- 全日本実業団女子駅伝大会（クイーンズ駅伝）
- 女子は前田穂南が優勝、MGC出場権に「走りきった」（日刊スポーツ・2017年8月27日記事）
- 21歳・前田穂南、自己新3分半縮めV - ウェイバックマシン（2017年8月28日アーカイブ分）（スポーツ報知・2017年8月27日記事）
- 陸上：第37回大阪国際女子マラソン（スポーツナビ）
- 前田穂南、果敢に仕掛け２位「次は絶対に勝ちたい」（日刊スポーツ・2018年1月29日記事）
- 女子はチェロノが大会新で２連覇 ベルリン・マラソン - ウェイバックマシン（2018年9月17日アーカイブ分）（サンスポ・2018年9月16日記事）
- マラソングランドチャンピオンシップ（MGC）女子マラソン速報（スポーツナビ・2019年9月15日記事）
- 補欠から開花の前田穂南　母「バネになった」　ＭＧＣ 産経新聞 2019年09月15日記事

など